# Iglesia de San Benito (Estambul)
La iglesia de San Benito (en turco: Saint Benoit Kilisesi; en francés: Saint Benoît) es una iglesia católica en Estambul, Turquía, importante por razones históricas. Establecida en 1427, el santuario es la iglesia católica más antigua de Estambul, todavía en uso.
El edificio se encuentra en Estambul, en el distrito de Beyoglu, en el barrio de Karaköy (antigua Galata), en una terraza en la parte superior de una escalera.